# Якшино (Пушкинский район)
Якшино — деревня в Пушкинском районе Московской области России, входит в состав сельского поселения Ельдигинское. Население — 13 чел. (2010).

## География
Расположена на севере Московской области, в северо-западной части Пушкинского района, примерно в 16 км к северо-западу от центра города Пушкино и 26 км от Московской кольцевой автодороги, на реке Какотке, впадающей в Пестовское водохранилище системы канала имени Москвы, у границы с Дмитровским и Мытищинским районами, в 2 км к югу от Московского малого кольца А107. В деревне одна улица — Лесная, приписано садоводческое товарищество. Ближайшие населённые пункты — деревни Алёшино, Ординово и Чернозёмово.

## Население
| 1859 | 1890 | 1899 | 1926 | 2002 | 2006 | 2010 |
| ---- | ---- | ---- | ---- | ---- | ---- | ---- |
| 56   | ↗90  | ↗93  | ↗117 | ↘9   | ↘8   | ↗13  |

## История
В «Списке населённых мест» 1862 года — владельческая деревня 1-го стана Дмитровского уезда Московской губернии по правую сторону Московско-Ярославского шоссе (из Ярославля в Москву), в 25 верстах от уездного города и 33 верстах от становой квартиры, при речке Якшине, с 11 дворами и 56 жителями (28 мужчин, 28 женщин).
По данным на 1899 год — деревня Богословской волости Дмитровского уезда с 93 жителями.
В 1913 году — 17 дворов.
По материалам Всесоюзной переписи населения 1926 года — деревня Алёшинского сельсовета Софринской волости Сергиевского уезда Московской губернии в 14,9 км от Ярославского шоссе и 20,3 км от станции Софрино Северной железной дороги, проживало 117 жителей (57 мужчин, 60 женщин), насчитывалось 21 крестьянское хозяйство.
С 1929 года — населённый пункт в составе Пушкинского района Московского округа Московской области. Постановлением ЦИК и СНК от 23 июля 1930 года округа как административно-территориальные единицы были ликвидированы.
Административная принадлежность
1929—1957 гг. — деревня Алёшинского сельсовета Пушкинского района.
1957—1959 гг. — деревня Алёшинского сельсовета Мытищинского района.
1959—1960 гг. — деревня Первомайского сельсовета Мытищинского района.
1960—1962 гг. — деревня Первомайского сельсовета Калининградского района.
1962—1963, 1965—1994 гг. — деревня Майского сельсовета Пушкинского района.
1963—1965 гг. — деревня Майского сельсовета Мытищинского укрупнённого сельского района.
1994—2006 гг. — деревня Майского сельского округа Пушкинского района.
С 2006 года — деревня сельского поселения Ельдигинское Пушкинского муниципального района Московской области.